# Guvernoratul Ismailia
Guvernoratul Ismailia (în arabă الإسماعيلية) este o unitate administrativă de gradul I, situată  în  partea de nord-vest a Egiptului. Reședința sa este orașul Ismailia.